# Bruce Edward Melnick
Bruce Edward Melnick (New York, 1949. december 5. –) amerikai űrhajós.

## Életpálya
1972-ben az US Coast Guard Academy (USCG – a parti őrség Akadémiája) keretében kitüntetéssel mérnöki oklevelet szerzett. 1975-ben az  University of West Florida keretében repüléstechnikai képzésben részesült. Katonai beosztásai: hadműveleti tiszt, vezető tesztpilóta (helikopter), a parti őrség repülőgép Program Iroda vezetője (Texas). Tesztpilótaként a HH–65 Dolphin összes műveleti rendszerét elvégezte, egyben megírta a gép repülési kézikönyvét. A HH–3F Pelican és a HH–52 Sea Guard helikopterek tesztelésénél is aktívan tevékenykedett. Több mint 5000 órát töltött a levegőben (repülő/űrrepülő).
1987. június 5-től a Lyndon B. Johnson Űrközpontban részesült űrhajóskiképzésben. Két űrszolgálata alatt összesen 11 napot, 23 órát és 27 percet (311 óra) töltött a világűrben. Űrhajós pályafutását 1992 júliusában fejezte be. 1992-1994 között  a Lockheed Process Improvement Technológia igazgatója, 1996-ig igazgató alelnöke. 1996-tól a McDonnell Douglas alelnöke, felelős a Kennedy Űrközpont űrrepülőgép műveleteit segítő műszaki támogatásért. 2001-ben a USCG parancsnoka. 2008-ban nyugállományba vonult.

## Űrrepülések
- STS–41, a Discovery űrrepülőgép 11. repülésének küldetés specialistája. A legénység sikeresen útnak indította a Ulysses űrszondát. Első űrszolgálata alatt összesen 4 napot, 2 órát és 10 percet (98 óra) töltött a világűrben. 2 747 866 kilométert (1 707 445 mérföldet) repült, 66 kerülte meg a Földet.
- STS–49, az Endeavour űrrepülőgép első repülésének küldetés specialistája. Az egyik legfontosabb feladat az űrrepülőgép tesztelése volt. Az 1986-ban megsemmisült Challenger űrrepülőgép pótlására megépített űrrepülőgép első útján a legénység négy űrséta  során megjavította és új hajtóművel szerelte fel az Intelsat VI (F–3) kommunikációs műholdat, amely két évvel korábban eredeti hajtóművének hibája miatt nem volt képes geoszinkron pályára állni. A szerelési munkálatok következtében a világ első hármas – és addig a valaha volt leghosszabb – űrsétájára került sor. Negyedik űrszolgálata alatt összesen 8 napot, 21 órát és 17 percet (213 óra) töltött a világűrben. 5 948 166 kilométert repült, 141 alkalommal kerülte meg a Földet.